# Eduardo Bolsonaro
Eduardo Nantes Bolsonaro (Rio de Janeiro, 10 de juliol de 1984) és un advocat i polític brasiler. És diputat federal de l'estat de São Paulo d'ençà el 2014. Tercer fill de l'actual president de Brasil, Jair Bolsonaro, ha estat evocada la possibilitat per son pare de nomenar-lo ambaixador de Brasil a Washington DC, la qual cosa ha estat criticada per diversos sectors de la societat brasilera com un cas evident de nepotisme.